# Beulovi
Beulovi és una obra de Sobremunt (Lluçanès) inclosa a l'Inventari del Patrimoni Arquitectònic de Catalunya.

## Descripció
Edifici civil situat al cim de la carena de Beulovi i orientat a l'oest. És un conjunt de diferents edificacions envoltant el cos central. Les teulades són de dues vessants.
L' entrada està constituïda per una lliça amb una petita teulada que desemboca en un pati interior.
S' hi observen moltes obertures - portes i finestres -, la majoria de les quals són amb pedra treballada.
A la cara sud s' hi troba la pallissa i unes quadres. La cabana realitzada pel masover Joan Casacoberta data de l'any 1750 segons trobem transcrit en una llinda de fusta.